# 神辺村
神辺村（かんべむら）は三重県鈴鹿郡にあった村。現在の亀山市の中部、東名阪自動車道・亀山インターチェンジの周辺にあたる。

## 地理
- 河川：鈴鹿川、桜川、小野川

## 歴史
- 1889年（明治22年）4月1日 - 町村制の施行により、布気村・大岡寺村・山下村・小野村・木下村の区域をもって発足。
- 1955年（昭和30年）2月1日 - 分割し、大字布気・太岡寺・山下・木下および小野の一部（後記を除く）が亀山市、大字小野の一部（字末藤・上門田・下門田・南会下・北会下・西野・長田・山神谷・栂木・東丸・西丸・走り下）が関町にそれぞれ編入。同日神辺村廃止。

## 交通

### 道路
- 国道1号 - 現在は旧村域に東名阪自動車道の亀山パーキングエリア・亀山インターチェンジが所在するが、当時は未開通。